# Brian Price (aviron)
Pour les articles homonymes, voir Brian Price et Price.
Brian Price né le 19 février 1976 à Belleville,  Canada est un rameur canadien.
Brian Price a survécu à une leucémie contractée à l'âge de 7 ans.
En tant que barreur, il obtient la médaille d'or olympique en 2008 à Beijing en huit et la médaille d'argent olympique également en huit aux Jeux de Londres en 2012.

## Jeux Olympiques
- 2008 : Pékin,  Chine
  - : Médaille d'or aux Jeux Olympiques, Huit M+8
- 2012 : Londres,  Royaume-Uni
  - : Médaille d'argent aux Jeux Olympiques, Huit M+8

## Championnats du Monde
- 2002 : Séville,  Espagne
  - : Médaille d'or aux Championnats du Monde, Huit M+8
- 2003 : Milan,  Italie
  - : Médaille d'or aux Championnats du Monde, Huit M+8
  - : Médaille de bronze aux Championnats du Monde, Deux de couple avec barreur M2+
- 2006 : Eton,  Royaume-Uni
  - : Médaille de bronze aux Championnats du Monde, Deux de couple avec barreur M2+
- 2007 : Munich,  Allemagne
  - : Médaille d'or aux Championnats du Monde, Huit M+8
  - : Médaille de bronze aux Championnats du Monde, Deux de couple avec barreur M2+
- 2011 : Lac de Bled,  Slovénie
  - : Médaille de bronze aux Championnats du Monde, Huit M+8
  - : Médaille de bronze aux Championnats du Monde, Deux de couple avec barreur M2+